# Bada (peuple)
Pour les articles homonymes, voir Bada (homonymie).
Les Bada sont un groupe ethnique du centre de l'île indonésienne de Sulawesi. Ils habitent la vallée de Bada. 

## Ethnologie
L'ethnologue suédois Walter Kaudern les a classés comme un sous-groupe des Toraja de Poso. AC Kruyt estime que cette population est originaire du nord de la région qu'elle occupe actuellement, sur la base des vestiges mégalithiques qu'il a étudiés à Bada. Kaudern estime que la théorie de la migration de Kruyt est fausse – la qualifiant de théorie « faible » – et ajoute qu'il est très difficile de connaître le processus de migration effectué par les Bada simplement en observant les pierres mégalithiques.

## Histoire
Deux ou trois villages de la vallée de Bada, Bulili, Badangkaia et très probablement Gintu, sont considérés comme encore authentiques. Les autres sont des colonies de ces villages. Badangkaia et Bulili sont considérés comme très anciens d'après Kaudern, qui a découvert de grandes quantités de pierres taillées incorporées à du mortier dans les deux villages, et semblant être des vestiges d'une période antérieure. On dit que les habitants de Bada ne savaient pas tailler la pierre dans les années 1920. Les autres villages de la vallée : Bewa, Kanda, Pada, Bomba, Lelio et Kolori, se trouvent tous au nord-est de Bulili et Gintu. Ils ont tous été fondés par les habitants des trois plus anciens villages.
Les Bada ont également un village appelé Buyumpondoli, situé à la pointe nord du lac Poso. Selon Kruyt, les habitants entretiennent des liens étroits avec les populations autochtones.